# Slim Dusty

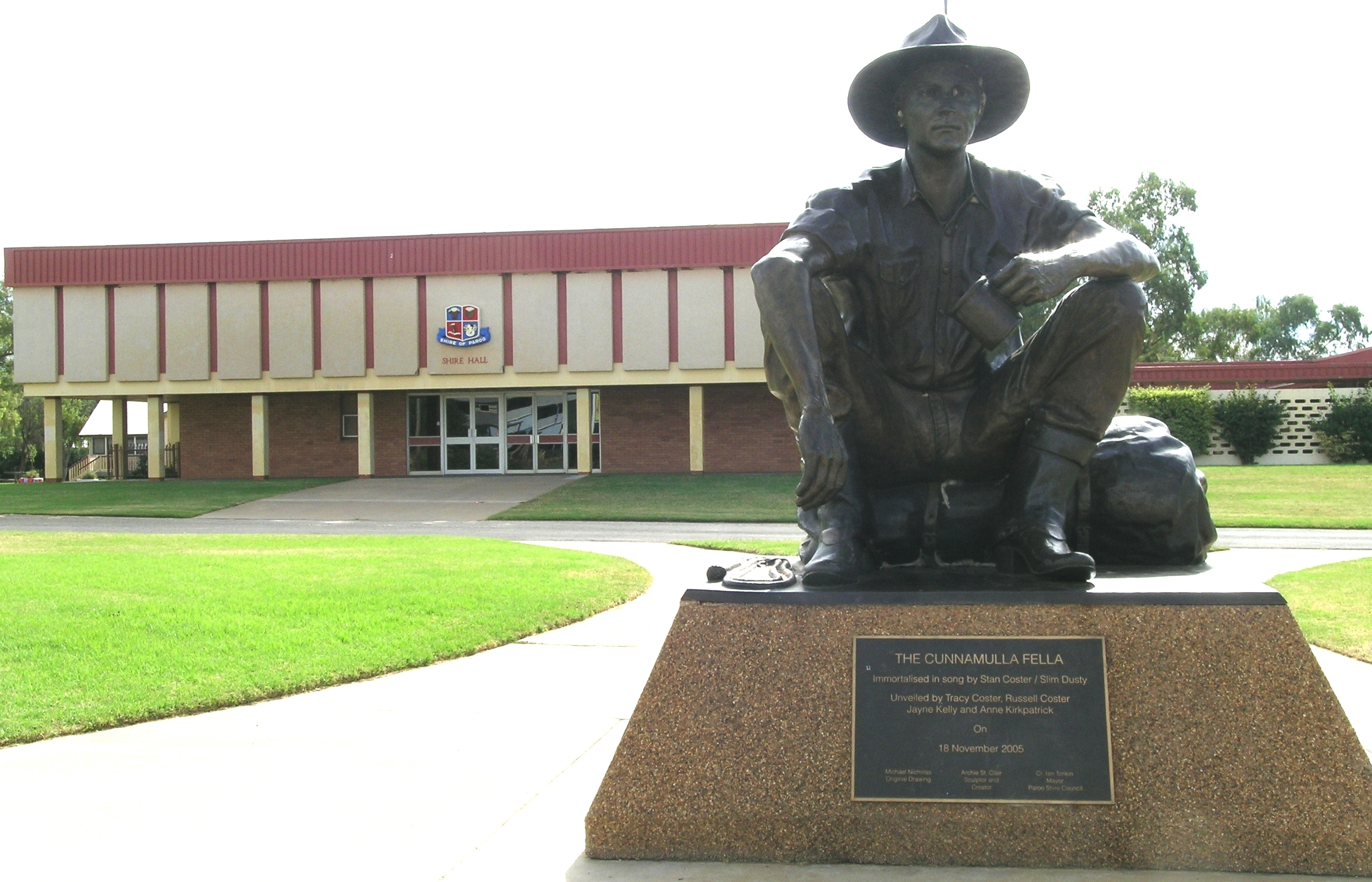
Standbeeld van The Cunnamulla Fella, vereeuwigd in een song van Stan Coster en Slim Dusty

David Gordon "Slim Dusty" Kirkpatrick (Kempsey, 13 juni 1927 – Sydney, 19 september 2003) was een Australische countryzanger. Hij verkocht tijdens zijn carrière meer dan vijf miljoen albums en singles in Australië.

## Biografie
Slim Dusty werd geboren als zoon van een boer, maar was op jonge leeftijd al actief binnen de muziek: op elfjarige leeftijd nam hij zijn artiestennaam Slim Dusty aan. In 1945 bracht hij zijn eerste lp uit, waarvan het nummer The pub with no beer internationaal het bekendste is, door coverversies die in 1959 en 1960 in Nederland, Oostenrijk en België uitgebracht werden door de Belgische muzikant Bobbejaan Schoepen.
Daarnaast is hij bekend als degene die het nummer Waltzing Matilda ten gehore bracht in de afsluitende ceremonie van de Olympische Zomerspelen 2000 in Sydney.
Toen Slim Dusty in 2003 stierf, werkte hij aan zijn 106e album voor EMI: Columbia Lane - the Last Sessions kwam binnen op nummer 5 van de hitlijsten in Australië en werd goud binnen twee weken.